# صاریغ کوتوله دم‌دراز
صاریغ کوتوله دم‌دراز (نام علمی: Cercartetus caudatus) نام یک گونه از سرده خوابالوصاریغ‌ها است.